# Люккерсдорф

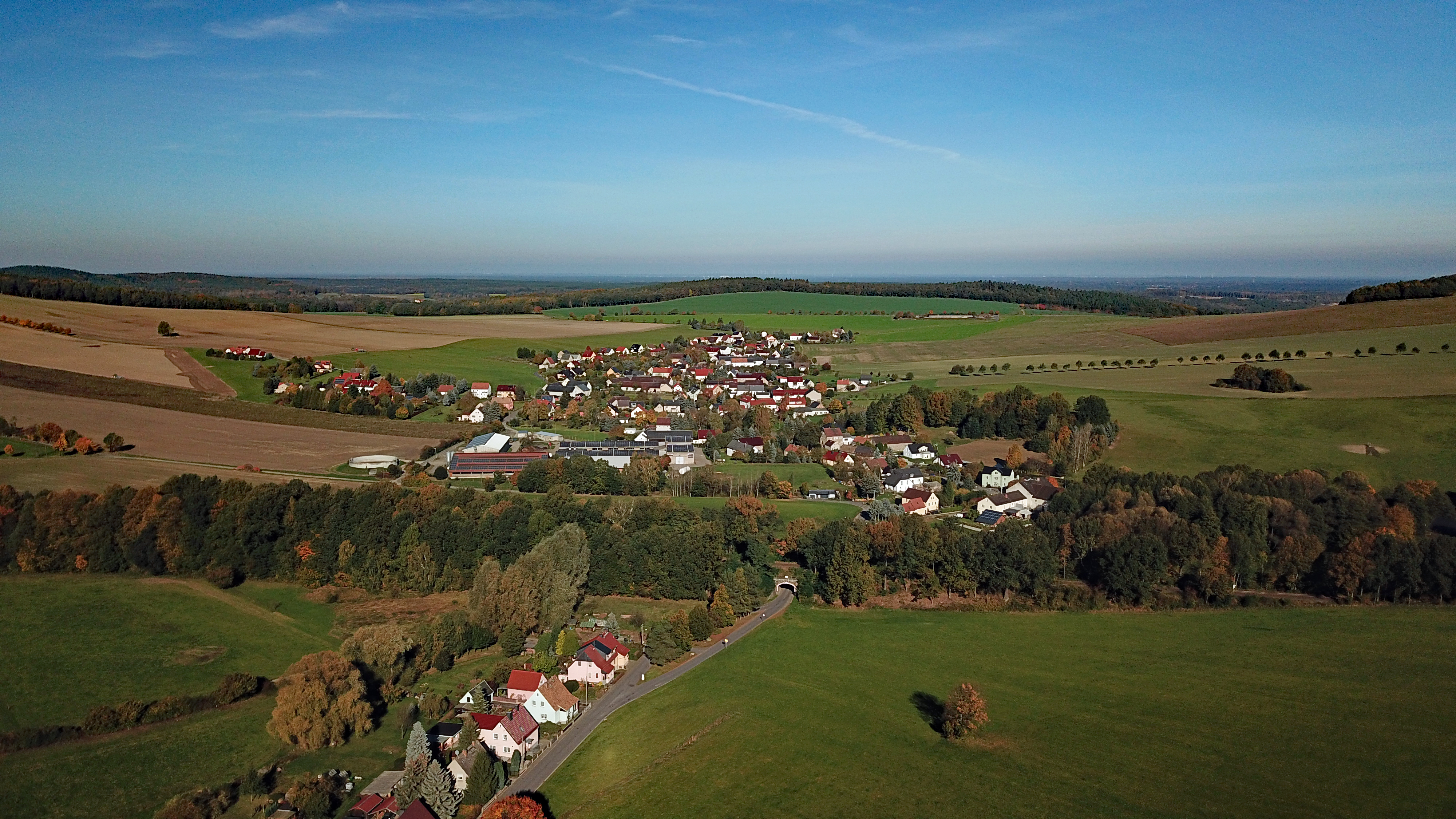

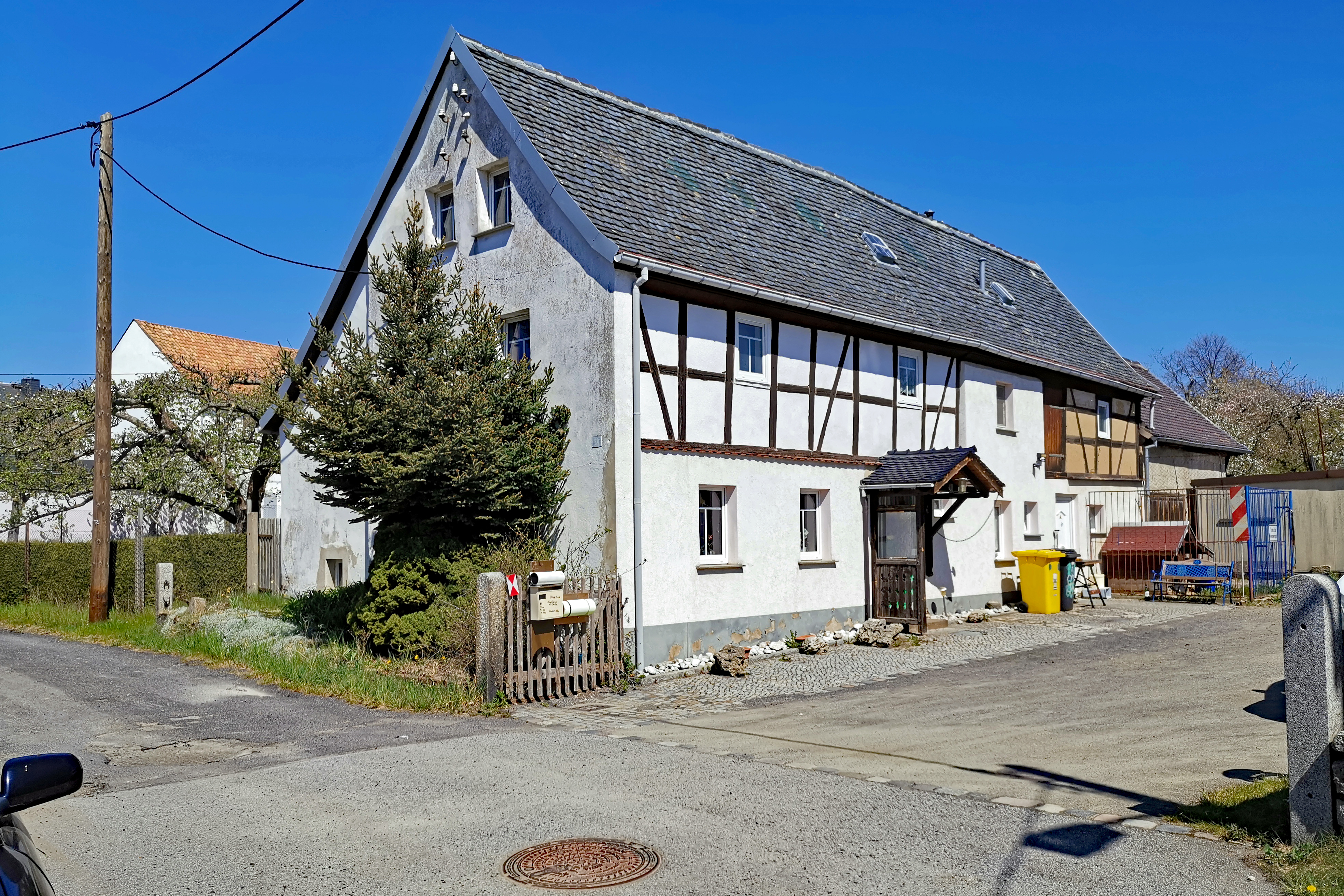

Лю́ккерсдорф (нем. Lückersdorf; серболужицкое наименование — Ле́пкарецы в.-луж.  Lěpkarjecy) — сельский населённый пункт в городских границах Каменца, район Баутцен, федеральная земля Саксония, Германия.

## География
Находится на юго-западе Каменца около автомобильной дороги S95 (участок Каменц — Хазельбахталь). На юге от населённого пункта проходит железнодорожная линия, которая является границей между Люккерсдорформ и Геленау. Около населённого пункта расположены холмы: на северо-западе — Паствина-Гора (в.-луж. Pastwina hora, 293 м.), на юго-востоке — Хайдельберг (Heidelberg, высота 283 м.), на юге — Гольсберг (Golsberg, 302 м.), Хофеберг (Hofeberg, 322 м.), Вюстерберг (Wüsterberg, 352 м.), на западе — Радобич (в.-луж. Radobič, 360 м.) и Риннберг (Rinnberg, 303 м.).
На востоке проходит железнодорожная линия Зенфтенберг — Каменц и автомобильная дорога S94. Через деревню проходит с северо-востока на юго-запад автомобильная дорога K9271, которая соединяет дорогу S94 c дорогой S93, расположенной на юго-западе от деревни.
Соседние населённые пункты: на севере — деревня Либенау (Лубнёв, в городских границах Каменца), на востоке — Каменц, на юге — деревня Геленау (Йеленёв, в городских границах Каменца), на западе — деревня Швосдорф (Швобицы, в городских границах Каменца), на северо-западе — деревня Брауна (Брунов, в городских границах Каменца).

## История
Впервые упоминается в 1225 году под наименованием «Liepgersdorf». С 1957 по 1999 года деревня была частью сельской общины Люккерсдорф — Геленау. 1 января 1999 года вошла в городские границы Каменца в статусе самостоятельного сельского населённого пункта.
Исторические немецкие наименования:
- Liepgersdorf, 1225
- Lipgersdorf, 1263
- Luckirsdorf, 1364
- Lickirstorf, 1420
- Benesslien id est Lückersdorff, 1491
- Lickersdorff, 1492
- Luckkerschdorff, 1512
- Luckendorff, 1547
- Lückherßdorff, 1561

## Население
| 1834 | 1871 | 1890 | 1910 | 1925 | 1939 | 1946 | 1950 | 1964 | 2011 |
| ---- | ---- | ---- | ---- | ---- | ---- | ---- | ---- | ---- | ---- |
| 326  | 384  | 462  | 464  | 422  | 422  | 461  | 483  | 830  | 404  |